# Daphne Bergman
D.A. (Daphne) Bergman (4 september 1963) is een Nederlands D66-politicus en bestuurder. Sinds 11 januari 2019 is zij burgemeester van Beuningen.  

## Biografie
Bergman heeft Europese Studies gestudeerd aan de Universiteit van Amsterdam en was campagnemedewerker van Hans van Mierlo voor D66. Daarna was ze van 1994 tot 2003 fractiemedewerker van D66 in de Tweede Kamer. In 2002 werd ze in Gouda gemeenteraadslid en in 2006 fractievoorzitter van D66. Van 2010 tot 2018 was ze daar wethouder.
Bergman werd met ingang van 15 januari 2018 benoemd tot waarnemend burgemeester van Beuningen. Later dat jaar werd de vacature voor burgemeester van Beuningen opengesteld waar ze met succes op gesolliciteerd heeft. Sinds 11 januari 2019 is ze de kroonbenoemde burgemeester van Beuningen.
Bergman werd van 5 juni tot 23 oktober 2023 tijdens haar ziekteverlof als burgemeester van Beuningen waargenomen door Corry van Rhee-Oud Ammerveld.

## Persoonlijk
Bergman is getrouwd en heeft twee kinderen.